# Red Decibel Records
Red Decibel Records war ein amerikanisches Musiklabel aus Minneapolis, das in der ersten Hälfte der 1990er Jahre aktiv war. Der Schwerpunkt lag vor allem auf heimischen Bands aus den verschiedenen Spielarten des Heavy Metal, dazu kamen Ausnahmen wie die Schweizer Industrial-Metal-Band Bloodstar.
Im Januar 1996 meldete das US-Branchenmagazin Billboard den Umzug des Labels nach Chicago. Jake Wisely, der Red Decibel im Alter von 19 Jahren gegründet hatte, wurde dort Repräsentant der American Society of Composers, Authors and Publishers, was damit perspektivisch zum Ende das Labels führte.

## Veröffentlichungen (Auswahl)
- 1990: Last Crack – P.C.T. (Pointy Cone Titty) (7")
- 1991: Drop Hammer – Mind and Body
- 1991: Fat Tuesday – Califuneral
- 1992: Bloodstar – Anytime – Anywhere
- 1993: Cher U.K. – She’s a Weird Little Snack
- 1994: Glazed Baby – Karmic Debt
- 1995: The Coup de Grace – The Art of Survival